# Дистанционни изследвания
Дистанционните изследвания (или още наблюдения) включват различни методи за събиране на информация за обекти или събития в дадена област на Земята, без пряк физически контакт с тях. В съвременната употреба, терминът обикновено се отнася до използването на въздушни сензорни технологии за откриване и класифициране на обекти на Земята (както на повърхността, така и в атмосферата и океаните). Това най-често се осъществява чрез разпръскване на сигнали (напр. с електромагнитно излъчване от летателни апарати или спътници). Целта на наблюдението е откриване и определяне на различни видове цели - от военни действия, до измерване на замърсяването на въздуха или откриване на петролни разливи.
Дистанционното наблюдение дава възможност за събиране на данни на опасни или недостъпни райони.

## Техники за придобиване на данни
В основата за многоспектралното събиране събиране на данни и техния анализ е залегнало това, че изследваните зони или обекти, отразяват или излъчват лъчение, което ги откроява от заобикалящите области.
- Конвенционалният радар се свързва най-вече с въздушния контрол на трафика, ранно предупреждение, както и някои мащабни метеорологични данни.

## Приложение
Ето няколко примера за актуално приложение на дистанционното наблюдение:
- Актуализиране на карти и следене на промените (например, размер на населените места)
- Мониторинг на бедствия, чрез сравняване на изображения от бедствието и последиците
- Метеорологични приложения (облаци, бури, прах)
- Геоложки приложения (наземни превозни средства)
- Измерване на температурата на повърхността с помощта на топлинни сензори.